# Conescharellina elongata
Conescharellina elongata är en mossdjursart som beskrevs av Ferdinand Canu och Ray Smith Bassler 1929. Conescharellina elongata ingår i släktet Conescharellina och familjen Biporidae. Inga underarter finns listade i Catalogue of Life.